# Jonas Kazlauskas (košarkaš)
Jonas Kazlauskas (21. studenoga 1954.) je bivši litavski košarkaš. Danas je košarkaški trener. Igrao je na mjestu beka šutera. Visine je 191 cm. Igračku je karijeru proveo u Statybi iz Vilniusa.
Trenierao je u Euroligi sezone 1998./99. litavski BC Žalgiris iz Kaunasa. Poznat je kao izbornik litavske, grčke i kineske reprezentacije.